# قبيلة فرعية (تصنيف)
العُمَيِّرَة أو قُبَيْلَة (الجمع: عميرات وقبيلات) (بالإنجليزية: Subtribe)‏ هي مرتبة فرعية في تصنيف الأحياء تقع تحت مرتبة القبيلة وفوق مرتبة الجنس. تستخدم هذه المرتبة في حالات قليلة.
في التسمية اللاتينية تسمى بالجمع المؤنث، وذلك بإضافة لاحقة ae مثل عميرة (باللاتينية: Inulinae) النباتية التي تتبع الفصيلة النجمية وتضم أجناسًا مثل البالينس (باللاتينية: Pallenis).